# Dina (énekesnő)
Dina, született Ondina Maria Farias Veloso (Carregal do Sal, 1956. június 18. – Lisszabon, 2019. április 11.) portugál énekesnő.
Az 1992-es Eurovíziós Dalfesztiválon Portugáliát képviselte. Az általa előadott Amor d'água fresca dal 26 pontot kapott és 17. helyen végzett a 23 induló közül.
A nemzetközi szereplés előtt kétszer vett részt sikertelenül a portugál nemzeti válogatón: 1980-ban nyolcadik lett Guardando em mim című dalával. Az 1982-es Festival da Canção döntőjében két dalt is előadott: Gosto do teu gosto és Em segredo című dalaival hatodik, illetve nyolcadik helyen zárt.

## Diszkográfia
- Dinamite (1982)
- Aqui e agora (1991)
- Guardado em mim (1993)
- Sentidos (1997)
- Guardado em mim 2002 (2002)
- Da cor da vidav (2008)